# Diana Ross

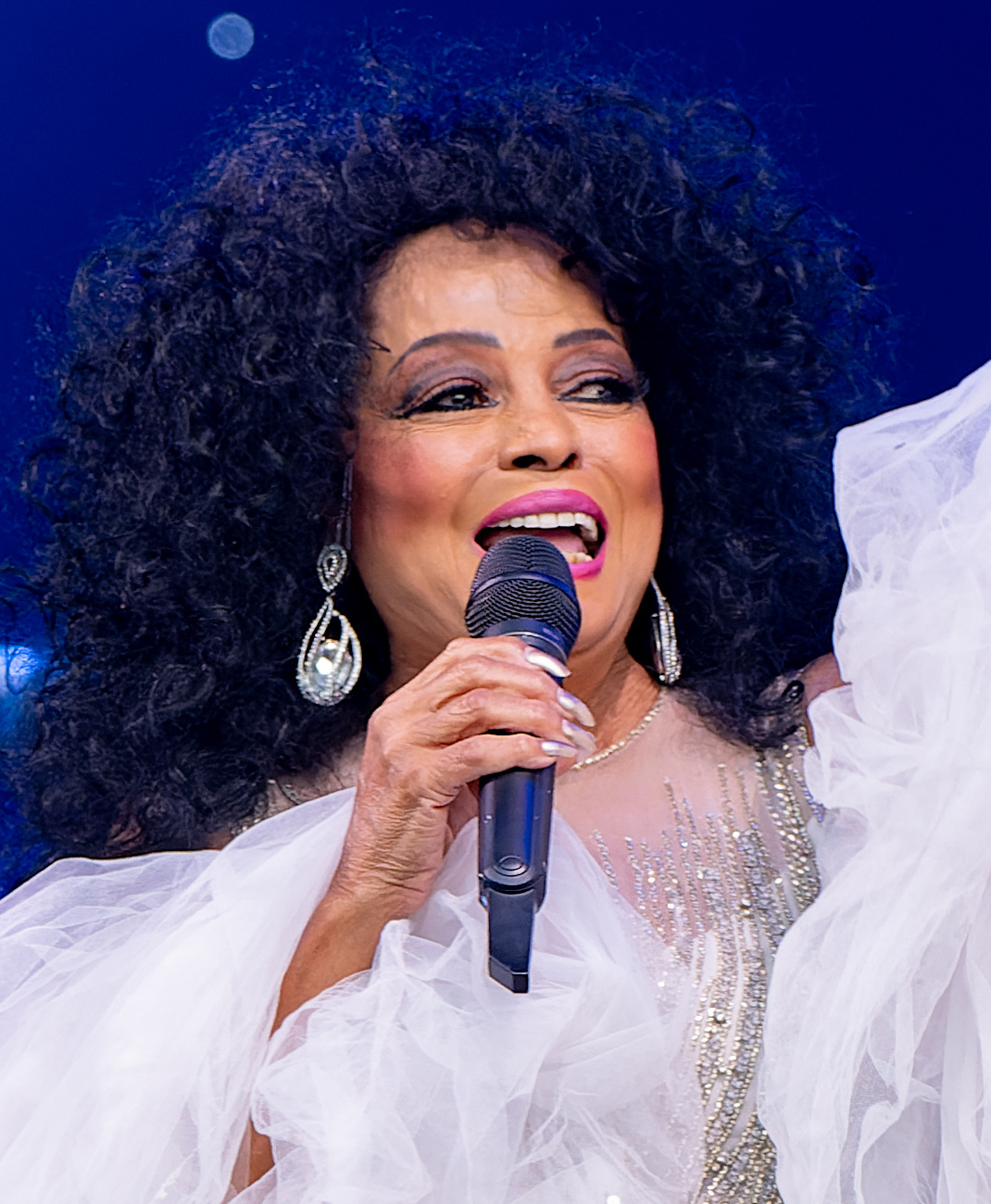
Diana Ross (2022)

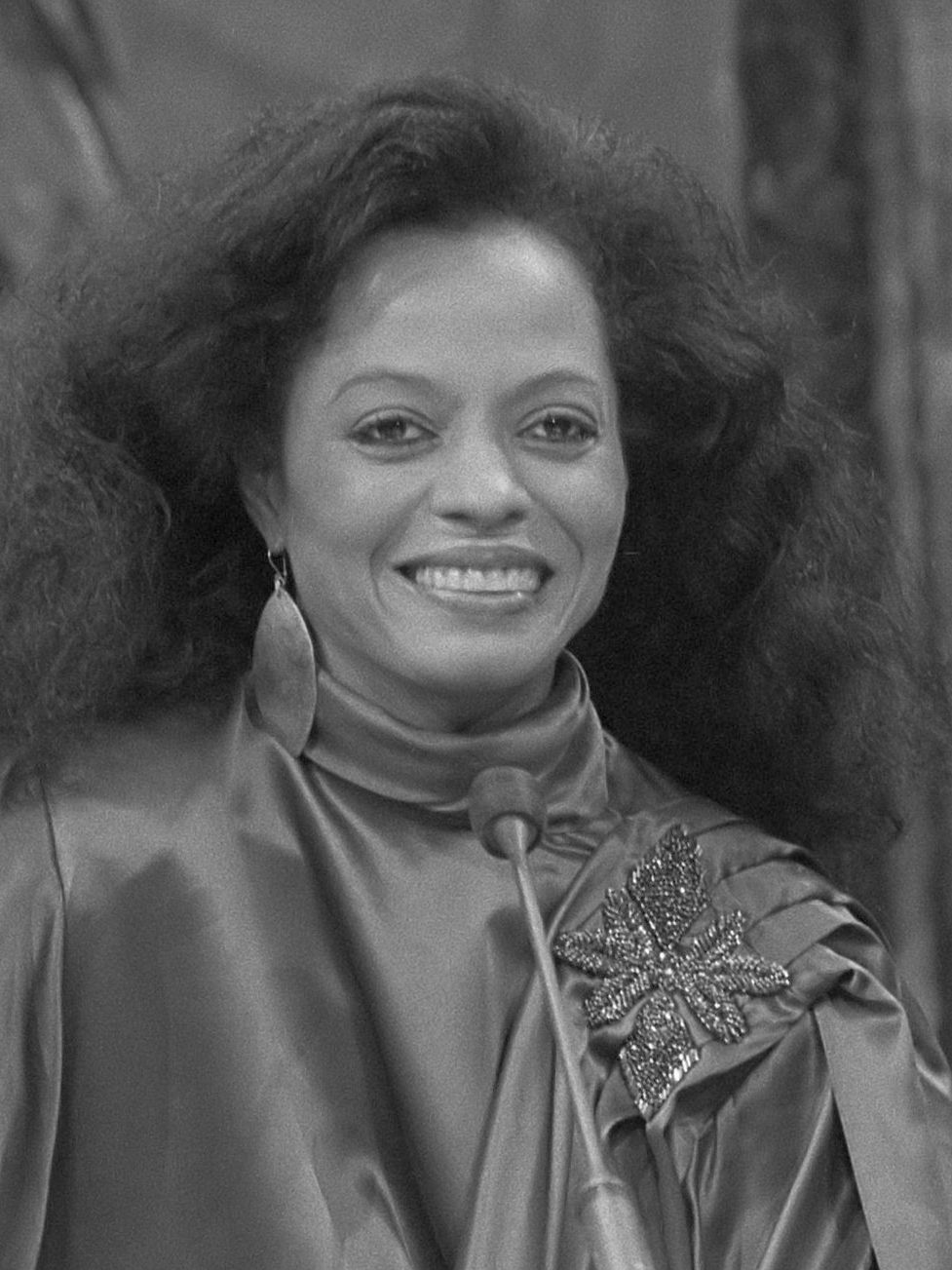
Diana Ross (1981)

Diana Ernestine Earle Ross (* 26. März 1944 in Detroit, Michigan) ist eine US-amerikanische Sängerin und Schauspielerin, die zu den erfolgreichsten Künstlerinnen der Musikgeschichte gehört. Sie prägte als Frontsängerin der Girlgroup The Supremes die Soul- und Popmusik der 1960er Jahre sowie die Plattenfirma Motown und stieg ab 1970 „zu einer schillernden Superstar-Persönlichkeit auf, die jedes Genre populärer schwarzer Musik beherrschte“. Sechsmal stand sie als Solistin in den USA an der Spitze der Single-Charts. Ross bewies ihre Wandlungsfähigkeit auch als Schauspielerin, so in ihrem Oscar-nominierten Debüt als Billie Holiday in Lady Sings the Blues. Mit den dazugehörigen Jazz-Aufnahmen hatte sie ebenso großen Erfolg wie ab Mitte der 1970er Jahre mit ihren Disco-Werken. Mit dem weltweiten Nummer-eins-Hit Upside Down etablierte sich Ross auch im deutschsprachigen Raum. Die Entertainerin wurde zahllose Male für die wichtigsten Preise der Showbranche nominiert, darunter zwölf Mal für den Grammy, den sie im Jahr 2012 für ihr Lebenswerk erhielt.

## Karriere

### Frühe Jahre 1959 bis 1961
Diana Ross gründete bereits in den 1950ern eine Band mit vier Schulfreundinnen. Bei einem Gesangswettbewerb belegten sie den ersten Platz. Durch die Freundschaft mit Smokey Robinson konnten Ross und ihre Freundinnen, von denen sich eine, Barbara Martin, bereits wieder zurückgezogen hatte, einen Kontakt zu der Plattenfirma Motown herstellen.

### Leadsängerin der Supremes: Die Motown-Jahre 1961 bis 1970

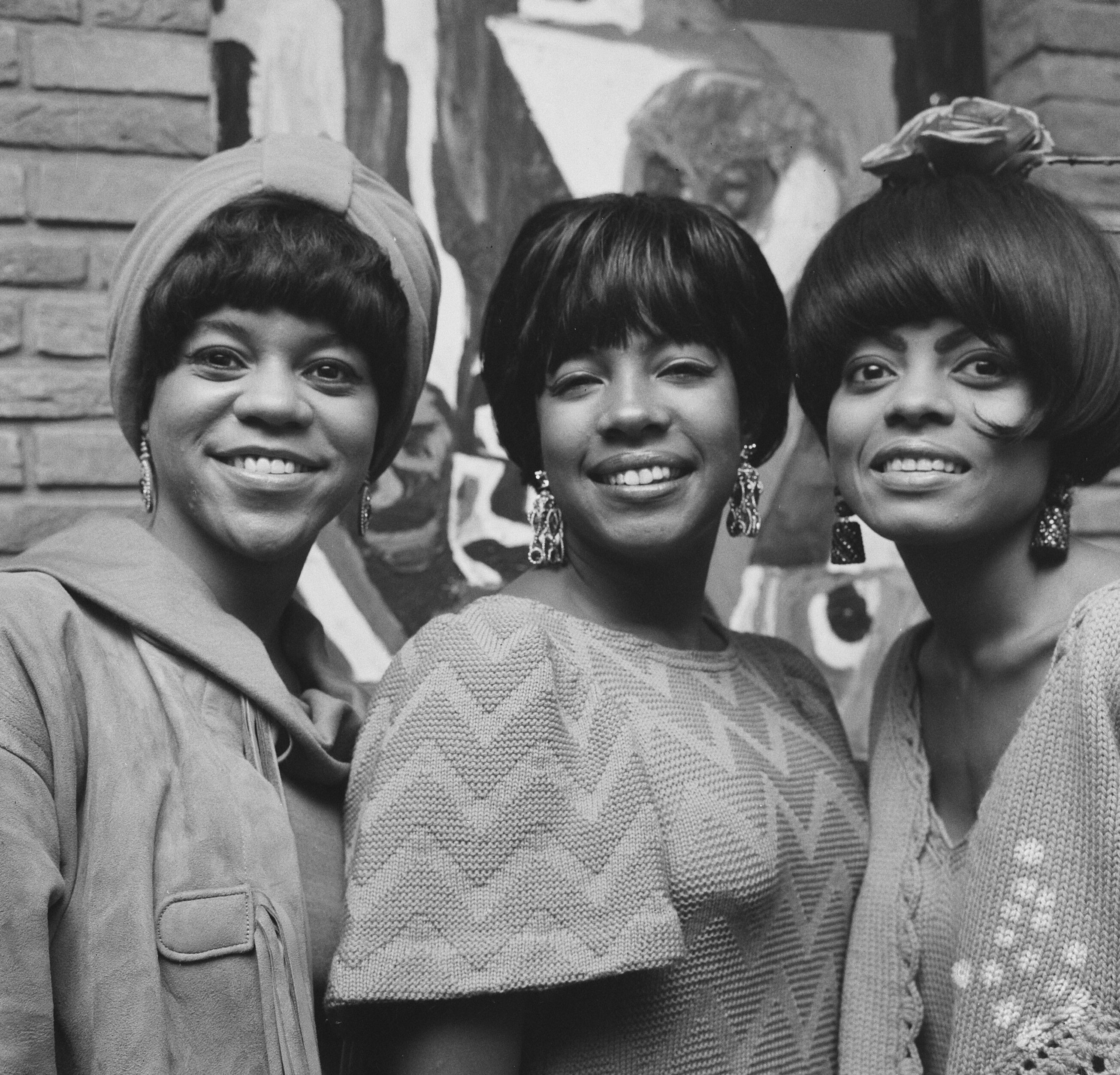
The Supremes: Florence Ballard, Mary Wilson und Diana Ross (1965), (v. l. n. r.)

Diana Ross, Florence Ballard und Mary Wilson wurden 1961 als The Supremes von Berry Gordy und seinem 1959 gegründeten Plattenlabel Motown unter Vertrag genommen. Die ersten Singles des Trios stellten sich als Flops heraus. Einen Achtungshit hatte das Trio 1963 mit When the Lovelight Starts Shining Through His Eyes. 1964 gelang schließlich der Durchbruch mit dem Lied Where Did Our Love Go, dem ersten von zwölf Nummer-eins-Hits der Supremes in den US-amerikanischen Single-Charts. Fortan gehörte die Girlgroup zu den bekanntesten und erfolgreichsten Motown-Stars. Laut Gladys Knight, selbst in den 1960er Jahren ein Motown-Star, galt bei dem Plattenlabel zu dieser Zeit eine Art Kastensystem, das Ross mit den Supremes anführte. Danach folgten Smokey Robinson & the Miracles. Darunter standen The Temptations und The Four Tops.
Die Supremes zählten bald auch international zu den Spitzenstars, nicht zuletzt wegen ihrer glamourösen Live-Auftritte und perfekten Bühnenshows. Hits wie Stop! In the Name of Love oder You Keep Me Hangin’ on wurden laut dem Spiegel zu „absoluten Klassikern des Genres – grandioser Soul-Pop ohne Verfallsdatum“. 1967 verließ Florence Ballard die Supremes und wurde durch Cindy Birdsong ersetzt. Gleichzeitig wurde die Gruppe in Diana Ross & the Supremes umbenannt, da Ross mittlerweile als Leadsängerin dominierte. In späteren Jahren behauptete Wilson, dass Ross ganz bewusst die Aufmerksamkeit auf sich zog und ihre Sangeskolleginnen in den Schatten stellen wollte. Zum Zeitpunkt des Namenswechsels hatte Ross eine Beziehung mit Berry Gordy, der die Sängerin von Beginn an künstlerisch förderte und ihre Karriere auch im kommenden Jahrzehnt maßgeblich vorantrieb.
1970 verließ Ross die Gruppe und wurde durch Jean Terrell, Schwester des Boxers Ernie Terrell, ersetzt. Das neuformierte Trio nannte sich bis zur Auflösung 1977 wieder The Supremes. Den letzten gemeinsamen Auftritt mit Ross hatten die Supremes am 14. Januar 1970. Live-Aufnahmen des Abends finden sich auf dem letzten Album in dieser Besetzung, Farewell. Die letzte, zum Abschied passende, Single Someday We’ll Be Together war bereits im November 1969 erschienen. Das Lied war nicht nur die letzte Nummer eins der Supremes mit Ross in den USA, sondern auch der 1960er Jahre.

### Solokarriere ab 1970
Kurz nach der Trennung von den Supremes begann Ross 1970 ihre Solokarriere, unterstützt von Ashford & Simpson, die sowohl die Kompositionen beisteuerten als auch die Produktion der Aufnahmen verantworteten. Die erste von Ashford & Simpson geschriebene und produzierte Single Reach Out and Touch (Somebody’s Hand) war nur ein Achtungserfolg. Doch schon die nächste Single Ain’t No Mountain High Enough, ein Cover des Hits von Marvin Gaye und Tammi Terrell von 1967, stand im September 1970 für drei Wochen auf dem ersten Platz der US-amerikanischen Pop- und R&B-Charts. Die Aufnahme erhielt darüber hinaus eine Grammy-Nominierung. Das erste Soloalbum Diana Ross erhielt ein von Harry Langdon fotografiertes Cover, das Ross abseits ihres bisherigen glamourösen Images in abgeschnittenen Shorts und verwittertem T-Shirt präsentierte. Der Modefotograf Langdon und Ross arbeiteten in den 1970er und 1980er Jahren noch oft zusammen. 1971 hatte sie mit der Ballade I’m Still Waiting ihre erste Nummer eins in den britischen Single-Charts.
1972 gab Ross als Billie Holiday ihr Filmdebüt im Kassenerfolg Lady Sings the Blues. Der dazugehörige Soundtrack war einer der größten kommerziellen Erfolge von Ross und ihre einzige Nummer eins in den US-Alben-Charts. Im Jahre darauf begann die langjährige Zusammenarbeit mit dem Komponisten und Produzenten Michael Masser, der für Ross Touch Me in the Morning, ihre zweite US-Nummer-eins, schrieb. Auch ihre dritte Nummer eins, rund zwei Jahre später, Theme from Mahogany (Do You Know Where You’re Going To) stammt aus seiner Feder. Bis Anfang der 1980er Jahre nahm Ross etliche weitere Lieder von Masser auf, darunter der Top-10-Erfolg It’s My Turn (1981). Die erfolgreichsten Aufnahmen wurden 1981 auf der Kompilation To Love Again zusammengefasst. Für Masser war die Zusammenarbeit der Durchbruch im Musikgeschäft.
Im Herbst 1973 folgte ein lang erwartetes, gemeinsames Album mit Marvin Gaye. Die Aufnahmen waren von Problemen überschattet. Laut dem Buch Diana Ross: A Biography von J. Randy Taraborrelli war es für Gaye üblich, im Studio Cannabis zu rauchen. Ross, die zu diesem Zeitpunkt schwanger mit ihrer ersten Tochter Rhonda war, konnte Gaye nicht davon überzeugen, dies zu unterlassen. Auch Interventionen bei Berry Gordy hatten keinen Erfolg. Ein Teil der Gesangsaufnahmen soll schließlich getrennt voneinander stattgefunden haben. Gaye soll darüber hinaus von Anfang an kein großes Interesse an den Duetten gehabt haben, da er einerseits noch nicht über den frühen Tod seiner mehrjährigen Duettpartnerin Tammi Terrell hinweg war. Andererseits hatte er seit dem großen Erfolg des 1971 veröffentlichten Albums What’s Going On künstlerische Freiheiten erworben, die er auf Diana & Marvin nicht ausleben konnte. Dennoch war das Album ein Erfolg, insbesondere in Großbritannien, wo das Werk die Top 10 und eine Gold-Auszeichnung erreichte. Bei den ausgekoppelten Singles setzte Motown unterschiedliche Prioritäten. Während in den USA You’re a Special Part of Me und My Mistake (Was to Love You) erfolgreich ausgekoppelt wurden, hatten Gaye und Ross in Großbritannien und Kontinentaleuropa vor allen Dingen mit dem Stylistics-Cover You Are Everything Erfolg. Trotz ihrer anfänglichen Probleme sagten sowohl Gaye als auch Ross der Presse, dass sie die Arbeit an dem Album genossen hätten. Gaye erzählte dem Soul Train-Moderator Don Cornelius in einer Folge im Februar 1974, dass er auch in Zukunft gerne mit Ross zusammenarbeiten würde und sie als Mensch sehr schätze. Die Zusammenarbeit erfüllte sich lediglich 1978 für die mit Stevie Wonder und Smokey Robinson als Quartett eingespielte, wenig beachtete Single Pops, We Love You (A Tribute to Father), eine Hommage an Berry „Pops“ Gordy, Sr., den Vater von Berry Gordy, der in jenem Jahr an Krebs gestorben war. Das dazugehörige Album Pops We Love You, eine Kompilation mit diversen Motown-Künstlern, enthält mit I’ll Keep My Light In My Window ein weiteres Duett von Gaye und Ross.

### Erfolge als Disco-Queen

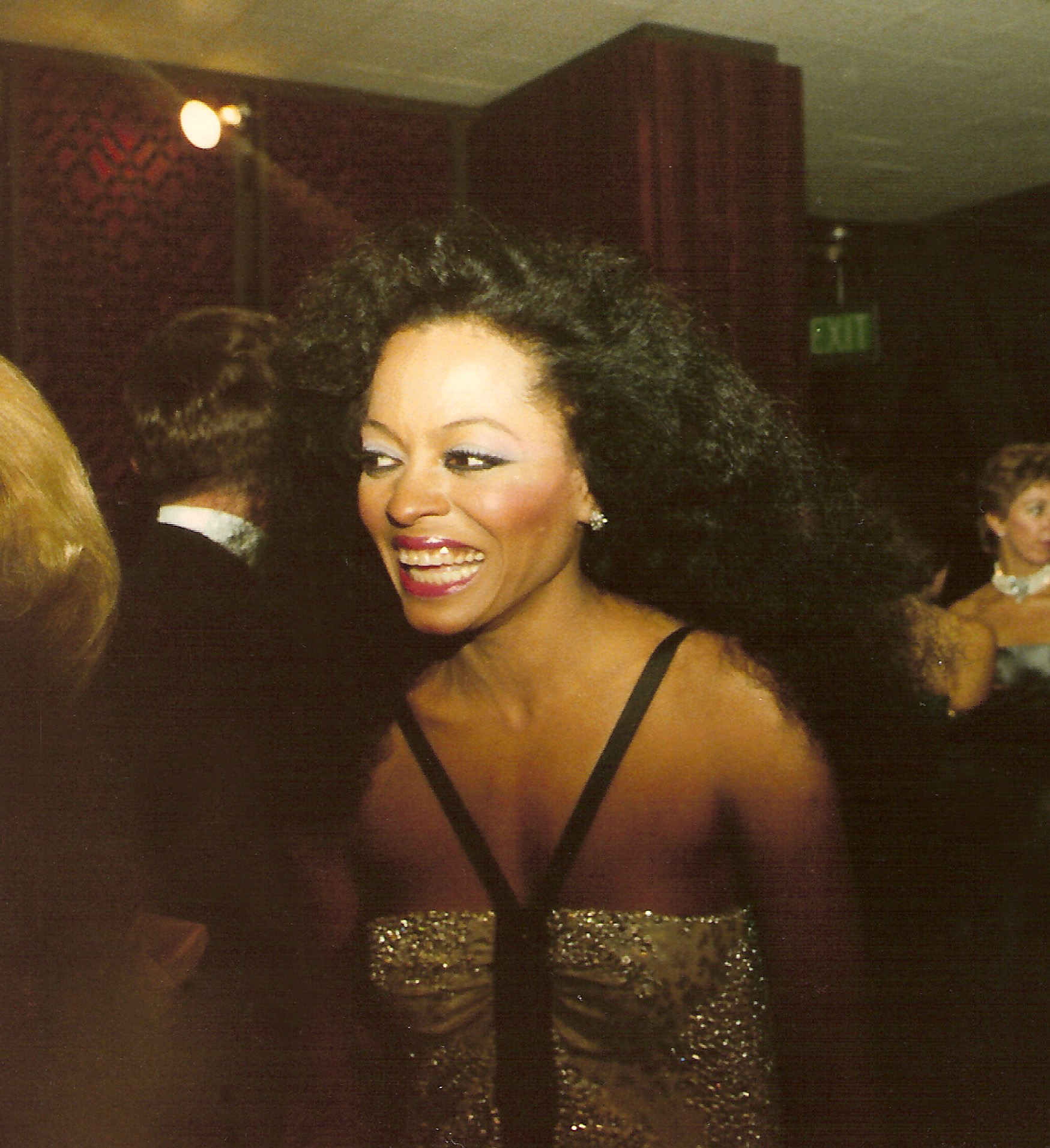
Diana Ross, späte 1970er oder Anfang der 1980er Jahre

Ross prägte auch das Disco-Genre, als sie 1976 das Lied Love Hangover aufnahm. Der Song wurde zum Klassiker und erreichte nicht nur Platz eins der Billboard Hot 100, sondern auch die Spitze der R&B- und Disco-Charts. Ross nahm in den folgenden Jahren etliche weitere Disco-Stück auf. Besonders erfolgreich war das Album The Boss, eine weitere Ashford & Simpson-Produktion, die Platz eins der Disco-Charts erreichte und zum Spitznamen für Ross wurde. Übertroffen wurde dieser Erfolg noch von der Zusammenarbeit mit Nile Rodgers und Bernard Edwards von Chic, die ihr erfolgreichstes Solo-Album Diana 1980 produzierten und alle enthaltenen Songs schrieben. Obwohl Disco zu diesem Zeitpunkt insbesondere in den USA stark an Popularität eingebüßt hatte, gelangte die ausgekoppelte Single Upside Down nicht nur in den USA bis auf Platz eins der Charts. Es ist bis heute ihr größter internationaler Hit. Auch die nachfolgende Single aus Diana, I’m Coming Out, war ein internationaler Erfolg, mit dem Ross noch heute ihre Shows eröffnet. Dass Rodgers und Edwards dabei an ein homosexuelles Coming-out dachten, war Ross, den Musikern zufolge, nicht bewusst. Die beiden wollten damit Ross’ große Popularität bei Schwulen und insbesondere bei Dragqueens nutzen. Noch Jahrzehnte später nannte das Billboard-Magazin das Lied die „ultimative Schwulenhymne“ und Ross selbst eine „Schwulenikone“.

### Abschied von Motown, Wechsel zu RCA/EMI
1981 entschloss sich Ross Motown zu verlassen. Ihre letzte Single für das Label, Endless Love, war ein Duett mit Lionel Richie. Der Erfolg sollte einen besonderen Meilenstein in der Karriere der beiden Sänger darstellen, denn zum Zeitpunkt der Veröffentlichung stellte die Single gleich drei Rekorde auf. Es war die kommerziell erfolgreichste Veröffentlichung von Motown, es war die bis dahin erfolgreichste Filmmusik und das erfolgreichste Duett. Es war der letzte Nummer-eins-Erfolg in den USA für die Sängerin. Neun Wochen konnte sich die Single an der Spitze halten – ein weiterer Motown-Rekord, der erst 1994 von Boyz II Men eingestellt wurde.
Nach dem Abschied von Motown unterschrieb Ross für 20 Millionen US-Dollar einen Vertrag bei RCA für die USA und Kanada sowie EMI für den Rest der Welt. Dieser Vertrag eröffnete ihr nicht nur mehr künstlerische Freiheit, sondern auch die Möglichkeit, ihre Musik selbst zu produzieren und am Songwriting mitzuwirken. Ihr erstes mit Platin ausgezeichnetes Album Why Do Fools Fall in Love war ein weltweiter Erfolg, der Titelsong, ein Cover des Frankie Lymon & the Teenagers Klassikers, erreichte die Top 10 der britischen und US-Charts. Eine weitere Single, Work That Body, hatte Ross erstmals als Co-Autorin verantwortet und erreichte damit erneut die Top 10 in Großbritannien. Auch die nachfolgenden Alben Silk Electric (1982) und Swept Away (1984) waren erfolgreich und erhielten in den USA Gold-Auszeichnungen. Ross intensivierte die Zusammenarbeit mit berühmten Kollegen insbesondere im Hinblick auf die Single-Charts. Die Hits in jenen Jahren: Das vom Rolling Stone als „modernes Pop-Meisterwerk“ bezeichnete Muscles, geschrieben und produziert von Michael Jackson; All of You, ein Duett mit dem spanischen Superstar Julio Iglesias; Swept Away, geschrieben und produziert von dem seinerzeit erfolgreichsten Pop-Duo Hall & Oates; Missing You, von Lionel Richie zum Andenken an den verstorbenen Marvin Gaye geschrieben; Eaten Alive mit Michael Jackson als Background-Sänger, geschrieben und produziert von Barry Gibb; Chain Reaction, geschrieben von den Bee Gees, produziert von Gibb, erreichte für drei Wochen den ersten Platz der britischen Charts.
1983 gab sie ein Open-Air-Konzert im New Yorker Central Park vor geschätzten 350.000 bis 400.000 Zuschauern, als plötzlich ein starkes Gewitter aufzog. Ross sang zunächst selbst bei strömendem Regen weiter, um eine Massenpanik zu verhindern. Das Konzert wurde am nächsten Tag wiederholt und gilt bis heute als ein Höhepunkt ihrer Karriere.
Ab Mitte der 1980er Jahre begann Ross’ Erfolg in den USA nachzulassen. Die hohen kommerziellen Erwartungen konnte die Sängerin fortan vor allen Dingen in Großbritannien erfüllen, wo ihr Album Eaten Alive deutlich mehr Erfolg als in den USA hatte. Dagegen blieb ein Album mit Liedern des Tin-Pan-Alley-Komponisten Harold Arlen 1986 unveröffentlicht. Dem letzten Album für RCA, Red Hot Rhythm & Blues, war auf beiden Seiten des Atlantiks kein größerer Erfolg beschieden. 1987 wechselte Ross für den US-amerikanischen Markt zu ihrem alten Label Motown zurück. Eine Reunion mit Nile Rodgers für das vom seinerzeit populären New Jack Swing beeinflusste Album Workin’ Overtime erwies sich als Flop.

### Karriere ab den 1990er Jahren
Ross war als Entertainerin auf internationalen Tourneen weiterhin sehr erfolgreich, doch die Verkaufszahlen ihrer Platten und CDs nahmen ab. Nur Großbritannien blieb ihr weitgehend treu. So erreichte zum Beispiel ihre Single When You Tell Me That You Love Me im November 1991 den zweiten Platz der britischen Charts. Die Kompilation One Woman – The Ultimate Collection kletterte 1993 auf Platz eins der britischen Album-Charts. Im selben Jahr erschien ihre Autobiografie Secrets of a Sparrow. Ihr Album Every Day Is a New Day erschien 1999, die Singleauskopplung Not Over You Yet erreichte den zehnten Platz der UK-Charts. Zwei Jahre später folgte bei EMI das Best-of-Album Love & Life mit vielen Supremes- und Solo-Hits, dazu eine Neuaufnahme des alten Dusty-Springfield-Hits Goin’ Back. 

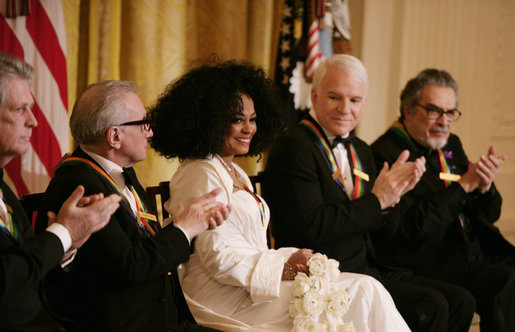
Diana Ross, im Weißen Haus, 2. Dezember 2007

2006 brachte Motown das Album Blue mit Jazz-Stücken heraus, das Anfang der 1970er Jahre eingespielt, aber nie veröffentlicht worden war. Dieses Album platzierte sich weltweit in den Charts und gilt unter Jazz-Fans als Geheimtipp. Mit dem Album I Love You versuchte Diana Ross im Herbst 2006, an alte Erfolge anzuknüpfen. In den Billboard-Charts erreichte das Album zwar Platz 32, konnte sich jedoch nur zwei Wochen in den Top 200 halten. Im selben Jahr veröffentlichte die britische Boygroup Westlife eine Coverversion von When You Tell Me That You Love Me mit Diana Ross und erreichte Platz zwei der englischen Charts. In den Jahren 2006 bis 2009 gab Ross eine Reihe erfolgreicher Konzerte in Europa. Im Mai 2010 ging Ross wieder auf eine große Amerika-Tournee. Im Februar 2012 erhielt die Künstlerin nach zwölf Nominierungen endlich den Grammy für ihr Lebenswerk.
Mit ihren Auftritten ab September 2015 passte sich Ross der modernen Medienkultur an: Sie trat Twitter bei und veranstaltete über dieses Portal einen Wettbewerb, dessen Gewinner zu ihr auf die Bühne kommen und sich mit ihr fotografieren lassen durften. In der Vergangenheit hatte Ross sich noch gegen Smartphoneaufnahmen ausgesprochen.
Im Dezember 2016 wurde Ross durch den damaligen amerikanischen Präsidenten Barack Obama die Presidential Medal of Freedom verliehen.
Seit 2018 hat Ross mit Remixen ihrer Klassiker Ain’t No Mountain High Enough (2018), I’m Coming out/Upside Down (2018, Medley), The Boss (2019) sowie Love Hangover (2020) viermal den ersten Platz der US-amerikanischen Dance-Charts erreicht. Der Remix von Love Hangover ist bislang die letzte Nummer eins der Charts, deren Veröffentlichung von Billboard während der andauernden COVID-19-Pandemie ausgesetzt wurde.
Im November 2021 erschien ihr 25. Studioalbum Thank You, dessen Titelsingle bereits im Juli veröffentlicht worden war. Das Album ist ihren Fans gewidmet und wurde während der COVID-19-Pandemie komplett in Ross’ Heimstudio aufgenommen. Ross erreichte damit erstmals seit 1993 wieder die deutschen Album-Charts und seit 1995 wieder die britischen Top 10.
Im Juni 2022 trat Ross als finaler Stargast der Feierlichkeiten zum 70. Thronjubiläum der britischen Königin Elisabeth II. auf. Sie sang neben ihren beiden Klassikern Chain Reaction und Ain’t No Mountain High Enough auch Thank You.

### Schauspielkarriere
1972 debütierte Ross in dem Film Lady Sings the Blues in der Rolle der Billie Holiday. Dafür wurde sie 1973 mit dem Golden Globe Award als Beste Nachwuchsdarstellerin und mit einer Oscar-Nominierung als Beste Hauptdarstellerin geehrt. Ross war nach Dorothy Dandridge erst die zweite schwarze Schauspielerin, die für die beste Hauptdarstellerin nominiert wurde. Den Oscar gewann jedoch Liza Minnelli für ihre Rolle in Cabaret. Dennoch war Lady Sings the Blues in den USA einer der zehn erfolgreichsten Filme Jahres und bekam mehrere internationale Preise.
In den 1970er Jahren folgten zwei weitere Filme, Mahagoni (1975) und The Wiz – Das zauberhafte Land (1978), eine afroamerikanische Adaption von Der Zauberer von Oz, die weder an den Kinokassen noch bei den Kritikern bestehen konnten. Weitere geplante Filmprojekte, wie zum Beispiel die Verfilmung der Josephine-Baker-Lebensgeschichte Naked at the Feast, wurden nicht realisiert.
1994 spielte Ross ihre erste Fernsehhauptrolle in dem Film Der lange Weg aus der Nacht. Ihre Darstellung einer an Paranoider Schizophrenie leidenden Frau wurde von den Kritikern gelobt und brachte ihre eine weitere Golden-Globe-Nominierung ein. 1999 folgte ein weiterer Fernsehfilm, Double Platinum – Doppel Platin!, an der Seite von Brandy und Liedern aus Ross’ seinerzeit aktuellem Album Every Day Is a New Day. Dies ist ihre bislang letzte Filmarbeit.

## Privatleben
Diana Ross lebte in ihrer Kindheit in Detroits Belmont Street, wenige Häuser von Smokey Robinson entfernt, der ihr auch half, bei Motown unterzukommen.

### Eltern und Geschwister

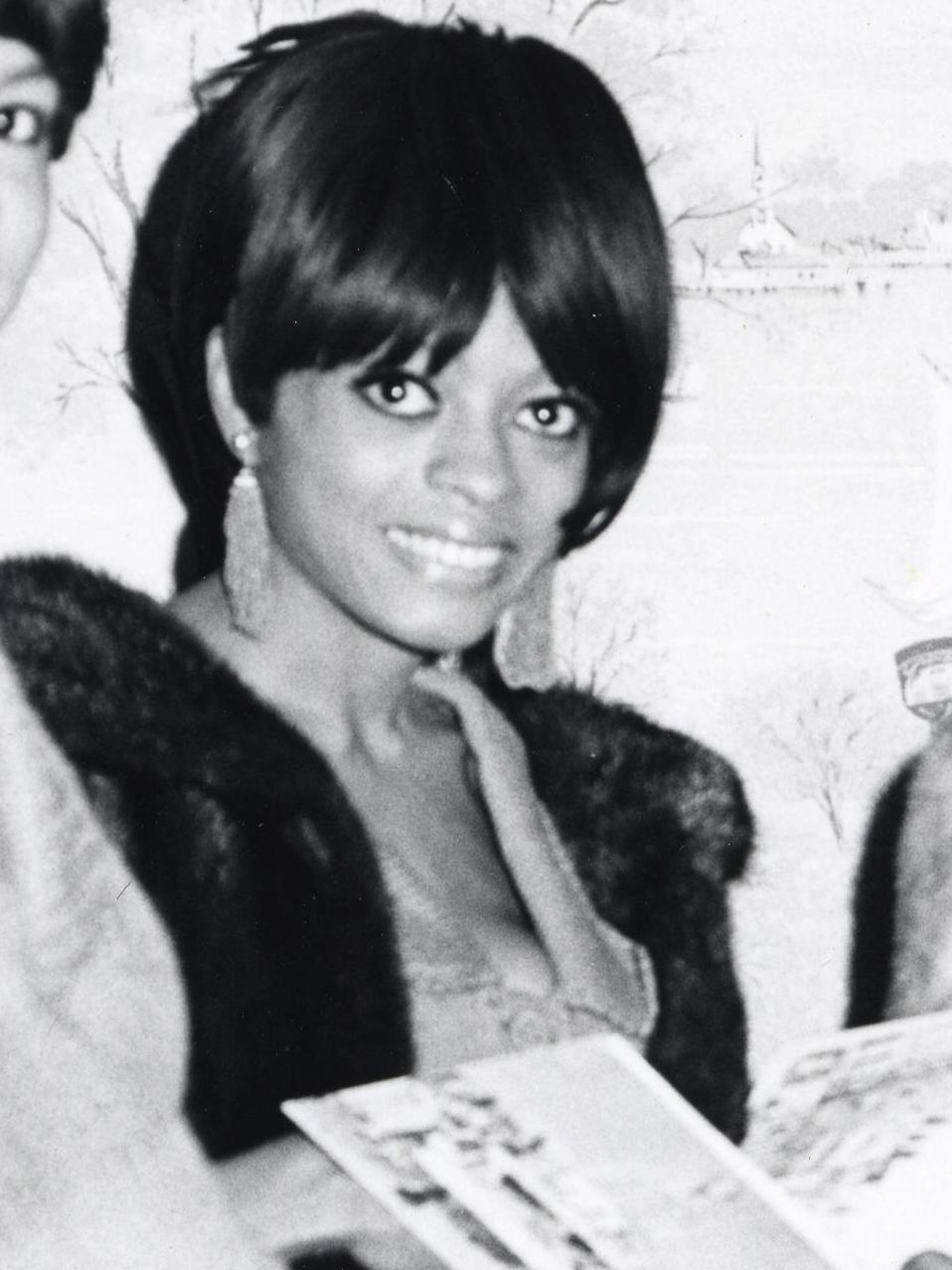
Diana Ross (1960er Jahre)

Diana Ross ist die zweite Tochter von Fred Ross, Sr. (1920–2007, Fabrikarbeiter) und Ernestine Moten (1916–1984, Lehrerin). Ihre älteste Schwester Barbara (* 1942) ist eine bekannte Ärztin und die erste afroamerikanische Dekanin an einer medizinischen Fakultät in den USA. Ross’ zweite Schwester Rita ist Lehrerin und veröffentlichte 2000 eine CD mit Kinderliedern.
Darüber hinaus hat Ross drei Brüder: Fred, Jr., Wilbert „Chico“ Ross und Arthur „T-Boy“ Ross. Arthur war ein angesehener Songwriter bei Motown, schrieb unter anderem Hits für Michael Jackson, The Miracles sowie Marvin Gaye und veröffentlichte 1979 eine LP bei dem Soul-Label. Am 30. Mai 1996 wurden Arthur und seine Ehefrau Patricia Ann Robinson ermordet aufgefunden.

### Beziehungen, Ehen und Kinder
Diana Ross war zweimal verheiratet und hat insgesamt fünf Kinder. Die erste Tochter Rhonda Suzanne (* 14. August 1971) stammt aus Ross’ Verbindung mit Berry Gordy. Sie folgte ihrer Mutter als Sängerin und Schauspielerin ins Showgeschäft und ist mit dem Jazzmusiker Rodney Kendrick verheiratet. Mit ihrem ersten Ehemann Robert Silberstein hat Ross die Töchter Tracee Joy (* 29. Oktober 1972) und Chudney Lane (* 4. November 1975). Die Ehe hielt von 1971 bis 1977. Tracee begann ihre Karriere als Model, später wurde sie als Schauspielerin vor allem durch die Comedy-Serien Girlfriends, in welcher sie zwischen 2000 und 2008 zu sehen war, und Black-ish bekannt. Sie wurde mehrfach für den Image Award nominiert. Für ihre Rolle in Black-ish erhielt sie 2017 einen Golden Globe Award. Chudney Lane versuchte sich ebenfalls in einigen Bereichen des Showgeschäfts, ohne große Aufmerksamkeit auf sich zu ziehen.
Aus Ross’ zweiter Ehe mit dem norwegischen Geschäftsmann Arne Næss, Jr. stammen die beiden Söhne Ross Arne (* 7. Oktober 1987, Bergsteiger und Fotograf) und Evan Olav (* 26. August 1988, Schauspieler). Die Ehe hielt von 1985 bis 2000. Der Hobby-Bergsteiger Næss starb am 13. Januar 2004 bei einem Kletterunfall in der Nähe von Kapstadt. Im Sommer 2009 wurde Ross zum ersten Mal Großmutter. Ihre älteste Tochter Rhonda brachte einen Jungen zur Welt. Zwei Jahre später trat Ross mit all ihren fünf Kindern und ihrem Enkelsohn in der Talkshow Oprah auf.
Ross hatte außerdem in den 1970ern eine kurzzeitige Beziehung mit dem Kiss-Musiker Gene Simmons.

### Kontroversen
Im September 1999 wurde Ross kurzzeitig festgenommen, nachdem sie eine Sicherheitsbeamtin am Londoner Flughafen Heathrow tätlich angegriffen haben soll. Die Sängerin wurde nach fünf Stunden in Polizeigewahrsam wieder entlassen. Ross beklagte sich anschließend gegenüber der Presse, dass die Sicherheitsbeamtin Stellen am Körper berührt habe, die sie als unangemessen empfunden habe. Im Dezember 2002 wurde Ross in Tucson, Arizona, wegen Trunkenheit am Steuer verhaftet, während sie sich in einer örtlichen Rehabilitationseinrichtung einer Behandlung wegen Drogenmissbrauchs unterzog. Ein Test ergab laut Polizei einen Alkoholpegel von 2,0 Promille. Die Verhandlungen zogen sich über ein Jahr hin. Im Februar 2004 verbüßte sie schließlich eine zweitägige Haftstrafe in der Nähe ihres Anwesens in Connecticut. Sie musste außerdem eine Geldstrafe in Höhe von 850 US-Dollar zahlen und eine einjährige unbeaufsichtigte Bewährungszeit absolvieren.

## Diskografie
Studioalben

| Jahr | Titel                                          | Höchstplatzierung, Gesamtwochen, AuszeichnungChartplatzierungen (Jahr, Titel, Platzierungen, Wochen, Auszeichnungen, Anmerkungen) | Höchstplatzierung, Gesamtwochen, AuszeichnungChartplatzierungen (Jahr, Titel, Platzierungen, Wochen, Auszeichnungen, Anmerkungen) | Höchstplatzierung, Gesamtwochen, AuszeichnungChartplatzierungen (Jahr, Titel, Platzierungen, Wochen, Auszeichnungen, Anmerkungen) | Höchstplatzierung, Gesamtwochen, AuszeichnungChartplatzierungen (Jahr, Titel, Platzierungen, Wochen, Auszeichnungen, Anmerkungen) | Höchstplatzierung, Gesamtwochen, AuszeichnungChartplatzierungen (Jahr, Titel, Platzierungen, Wochen, Auszeichnungen, Anmerkungen) | Anmerkungen                                             |
| Jahr | Titel                                          | DE | AT | CH | UK | US | Anmerkungen                                             |
| ---- | ---------------------------------------------- | --- | --- | --- | --- | --- | ------------------------------------------------------- |
| 1970 | Diana Ross [1970]                              | — | — | — | UK14 (5 Wo.)UK | US19 (28 Wo.)US | Erstveröffentlichung: 19. Juni 1970                     |
| 1970 | Everything Is Everything                       | — | — | — | UK31 (3 Wo.)UK | US42 (16 Wo.)US | Erstveröffentlichung: 3. November 1970                  |
| 1971 | Surrender (auch bekannt als I’m Still Waiting) | — | — | — | UK10 Silber · (11 Wo.)UK | US56 (17 Wo.)US | Erstveröffentlichung: 6. Juli 1971                      |
| 1973 | Touch Me in the Morning                        | — | — | — | UK7 Gold · (35 Wo.)UK | US5 (28 Wo.)US | Erstveröffentlichung: 22. Juni 1973                     |
| 1973 | Diana & Marvin                                 | — | — | — | UK6 Gold · (45 Wo.)UK | US26 (47 Wo.)US | Erstveröffentlichung: 26. Oktober 1973 mit Marvin Gaye  |
| 1973 | Last Time I Saw Him                            | — | — | — | UK41 (1 Wo.)UK | US52 (17 Wo.)US | Erstveröffentlichung: 6. Dezember 1973                  |
| 1976 | Diana Ross [1976]                              | — | — | — | UK4 Gold · (26 Wo.)UK | US5 (32 Wo.)US | Erstveröffentlichung: 10. Februar 1976                  |
| 1977 | Baby It’s Me                                   | — | — | — | UK— SilberUK | US18 (19 Wo.)US | Erstveröffentlichung: 16. September 1977                |
| 1978 | Ross [1978]                                    | — | — | — | — | US49 (17 Wo.)US | Erstveröffentlichung: 3. September 1978                 |
| 1979 | The Boss                                       | — | — | — | UK52 (2 Wo.)UK | US14 Gold · (37 Wo.)US | Erstveröffentlichung: 23. Mai 1979                      |
| 1980 | Diana                                          | DE5 (25 Wo.)DE | AT8 (8 Wo.)AT | — | UK12 Gold · (32 Wo.)UK | US2 Platin · (52 Wo.)US | Erstveröffentlichung: 22. Mai 1980                      |
| 1981 | Why Do Fools Fall in Love                      | — | — | — | UK17 Gold · (24 Wo.)UK | US15 Platin · (33 Wo.)US | Erstveröffentlichung: 14. September 1981                |
| 1982 | Silk Electric                                  | — | — | — | UK33 Silber · (12 Wo.)UK | US27 Gold · (24 Wo.)US | Erstveröffentlichung: 10. September 1982                |
| 1983 | Ross [1983]                                    | DE34 (8 Wo.)DE | — | — | UK44 (5 Wo.)UK | US32 (17 Wo.)US | Erstveröffentlichung: 9. Juni 1983                      |
| 1984 | Swept Away                                     | DE22 (10 Wo.)DE | AT15 (2 Wo.)AT | CH17 (5 Wo.)CH | UK40 (5 Wo.)UK | US26 Gold · (45 Wo.)US | Erstveröffentlichung: 13. September 1984                |
| 1985 | Eaten Alive                                    | DE20 (9 Wo.)DE | AT14 (6 Wo.)AT | CH10 (7 Wo.)CH | UK11 (19 Wo.)UK | US45 (20 Wo.)US | Erstveröffentlichung: 23. August 1985                   |
| 1987 | Red Hot Rhythm & Blues                         | DE55 (4 Wo.)DE | — | CH22 (3 Wo.)CH | UK47 (4 Wo.)UK | US73 (14 Wo.)US | Erstveröffentlichung: 8. Mai 1987                       |
| 1989 | Workin’ Overtime                               | DE64 (1 Wo.)DE | — | — | UK23 Silber · (4 Wo.)UK | US116 (6 Wo.)US | Erstveröffentlichung: 6. Juni 1989                      |
| 1991 | The Force Behind the Power                     | — | — | CH37 (1 Wo.)CH | UK11 Platin · (31 Wo.)UK | US102 (3 Wo.)US | Erstveröffentlichung: 10. September 1991                |
| 1994 | A Very Special Season                          | — | — | — | UK37 Gold · (6 Wo.)UK | — | Erstveröffentlichung: 14. November 1994 Weihnachtsalbum |
| 1995 | Take Me Higher                                 | — | AT40 (6 Wo.)AT | — | UK10 (3 Wo.)UK | US114 (2 Wo.)US | Erstveröffentlichung: 5. September 1995                 |
| 1999 | Every Day Is a New Day                         | — | — | — | UK71 (1 Wo.)UK | US108 (4 Wo.)US | Erstveröffentlichung: 4. Mai 1999                       |
| 2006 | Blue                                           | — | — | — | — | US146 (1 Wo.)US | Erstveröffentlichung: 20. Juni 2006                     |
| 2006 | I Love You                                     | — | — | — | UK60 (1 Wo.)UK | US32 (7 Wo.)US | Erstveröffentlichung: 2. Oktober 2006 Coveralbum        |
| 2021 | Thank You                                      | DE33 (1 Wo.)DE | — | CH21 (1 Wo.)CH | UK7 (7 Wo.)UK | — | Erstveröffentlichung: 5. November 2021                  |

grau schraffiert: keine Chartdaten aus diesem Jahr verfügbar
Für die Veröffentlichungen von Diana Ross vor ihrer Solokarriere siehe The Supremes.

## Filme
- 1972: Lady Sings the Blues
- 1975: Mahagoni (Mahogany)
- 1978: The Wiz – Das zauberhafte Land (The Wiz)
- 1993: Der lange Weg aus der Nacht (Out of Darkness)
- 1999: Double Platinum – Doppel Platin! (Double Platinum)

In dem Kinder-Trickfilm In einem Land vor unserer Zeit wird Diana Ross’ Stück If We Hold On Together als Titelsong verwendet.
Der 2007 veröffentlichte Film Dreamgirls, eine Adaption des gleichnamigen 1981er Broadway-Musicals Dreamgirls von Henry Krieger und Tom Eyen. wurde unter anderem von der Geschichte der Supremes inspiriert. Die lose an Diana Ross angelehnte Rolle der Deena Jones wird von Beyoncé Knowles gespielt. Knowles war einst selbst aus einer sehr erfolgreichen Girlgroup, Destiny’s Child, als Solistin hervorgegangen. In weiteren Rollen sind Jennifer Hudson und Anika Noni Rose zu sehen.

## Auftritte im Fernsehen und Konzertaufzeichnungen
- 1968: Tarzan (mit den Supremes)
- 1968: T.C.B. (mit den Supremes)

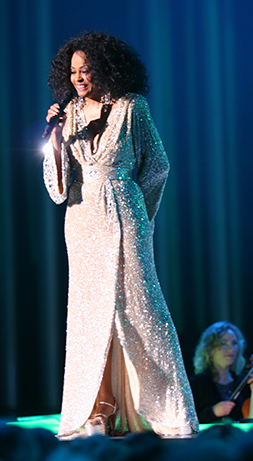
Diana Ross beim Nobel Peace Prize Concert 2008

- 1969: G.I.T. on Broadway (mit den Supremes)
- 1971: Diana! (ihre erste Soloshow im Fernsehen)
- 1977: An Evening with Diana Ross (Konzertmitschnitt)
- 1979: Diana Ross in Concert! (Konzertmitschnitt)
- 1981: diana (Konzertmitschnitt)
- 1981: Standing Room Only: Diana Ross
- 1983: Motown 25: Yesterday, Today, Forever
- 1983: For One And For All – Diana Ross Live! in Central Park (Konzertmitschnitt)
- 1987: Diana Ross: Red Hot Rhythm and Blues
- 1989: Diana Ross: Workin’ Overtime (Konzertmitschnitt)
- 1992: Diana Ross Live! The Lady Sings... Jazz & Blues: Stolen Moments (Konzertmitschnitt)
- 1996: Super Bowl XXX
- 2000: VH1 Divas 2000: A Tribute to Diana Ross
- 2005: Tsunami Aid
- 2007: BET Awards 2007
- 2007: Kennedy Center Honors
- 2008: Nobelpreis-Konzert
- 2012: Christmas in Washington
- 2022: Platinum Party at the Palace

## Auszeichnungen (Auswahl)

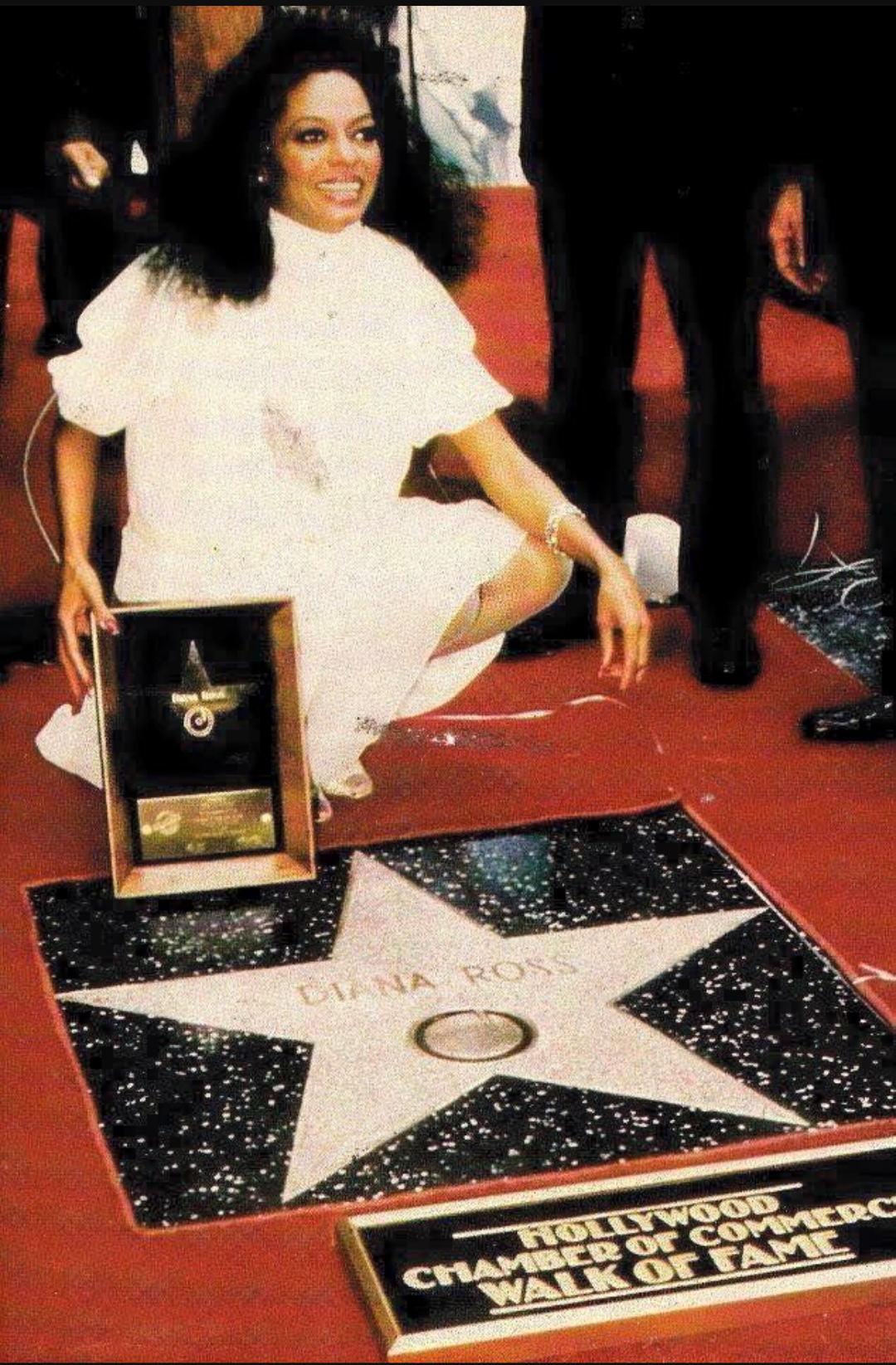
Diana Ross bei der Verleihung ihres Sterns auf dem Hollywood Walk of Fame (1982)

- 1971 Auszeichnung von Billboard Magazin als beste Sängerin[56]
- 1973 Golden Globe als beste Newcomerin für den Auftritt in Lady sings the Blues[57]
- 1973 Oscar-Nominierung für Lady sings the Blues
- 1974 American Music Award für das beste Rock/Pop Album Lady sings the Blues
- 1975 American Music Award: Beste weibliche Soulsängerin
- 1976 Ehrenpreis der ersten César-Verleihung (César d’honneur)[58]
- 1977 Spezial Tony Award für die One-Woman-Show An evening with Diana Ross
- 1994 Komtur des Ordre des Arts et des Lettres
- 1999 Stern auf dem Hollywood Walk of Fame. Diana Ross ist, neben Angela Lansbury,[59] die aktuell einzige lebende Künstlerin, die zwei Sterne auf dem Hollywood Boulevard hat – einen mit den Supremes und einen als Solo-Interpretin.
- 2007 Auszeichnung für ihr Lebenswerk mit dem Kennedy-Preis[60]
- 2012 Grammy für ihr Lebenswerk, zuvor insgesamt zwölf Grammy-Nominierungen zwischen 1964 und 1982
- 2016 Presidential Medal of Freedom[61]
- 2017 American Music Award für ihr Lebenswerk

### Autobiografien
- Diana Ross: Secrets of a Sparrow. 1993 (1994 auch in der deutschen Übersetzung von Birgit Moosmüller mit dem Titel Diana Ross – Mein Leben bei Goldmann München erschienen, ISBN 3-442-08288-9, Goldmann Taschenbuch 8288).
- Diana Ross: Goin’ Back. 2002

### Weitere Bücher (Auswahl)
- Connie Berman: Diana Ross – Supreme Lady. USA 1978
- James Haskins: I’m Gonna Make You Love Me – The Story of Diana Ross. USA 1980
- Geoff Brown: Diana Ross. UK 1981
- James Haskins: Diana Ross – Star Supreme. USA 1985
- J. Randy Taraborrelli: Diana. USA 1985
- Mary Wilson: My Life as a Supreme. USA 1986
- J. Randy Taraborrelli: Call Her Miss Ross. USA 1989
- John Wyeth, Jr.: Diana Ross. USA 1996
- Sharon Davis: Diana Ross – A Legend in Focus. UK 2000
- Tom Adrahtas: Diana Ross – A Lifetime to Get Here (The American Dreamgirl). USA 2006
- J. Randy Taraborrelli: The Unauthorized Biography. USA 2007
- Ed Ifkovic: Diana’s Dogs (Diana Ross and the Definition of a Diva). USA 2007

## Dokumentation
- Julie Veille: Diana Ross – Eine Diva erobert die Welt, 52 Min., Frankreich, 2019[62]